# Irena Hoffman-Kąkol
Irena Hoffman-Kąkol (ur. 2 kwietnia 1923 w Czeremsze, zm. 11 kwietnia 2006 w Szczecinie) – polska profesor nauk rolniczych w zakresie ekologii i zwalczania chwastów, nauczyciel akademicki

## Życiorys
Irena Hoffman-Kąkol ukończyła szkołę powszechną i cztery klasy gimnazjum, gdy wybuchła II wojna światowa. W latach 1941-1944 pracowała jako laborantka w Laboratorium Rybackim w Pińsku, gdzie mieszkała wraz z rodziną. W 1944 przeniosła się do Krakowa, gdzie podjęła pracę w Katedrze Ichtiologii i Rybactwa Uniwersytetu Jagiellońskiego. Po zdaniu matury w 1946 rozpoczęła studia na Wydziale Rolniczo-Leśnym Uniwersytetu Jagiellońskiego, które ukończyła w 1950 z dyplomem inżyniera rolnika i magistra nauk agrotechnicznych. Po studiach wyszła za mąż i przyjechała do Szczecina. W 1954 podjęła pracę w Zespole Ogrodniczym PGR Gumieńce na stanowisku starszego agronoma, a następnie w tym samym roku – w szczecińskim Oddziale IHAR na stanowisku asystenta. W 1955 została zatrudniona w Wyższej Szkoły Rolniczej w Szczecinie na stanowisku laboranta, a w 1956  – na stanowisku asystenta. W 1964 otrzymała stopień doktora nauk rolniczych po obronie dysertacji Wpływ niektórych czynników agroekonomicznych na rozwój i rozmnażanie Erodium cicutarium L., Herit pimpinellifolium (cav) Sm. (promotor: Stanisław Laskowski). W 1975 została doktorem habilitowanym na podstawie rozprawy Dynamika zachwaszczenia łanu i gleby w czteroletnim zmianowaniu. Tytuł profesora nauk rolniczych uzyskała w 1992. Wspólnie z pierwszym rektorem prof. Marianem Lityńskim organizowała Katedrę Ogólnej Uprawy Roli i  Roślin. Od 1965 kierowała  Pracownią  Biologii i Zwalczania Chwastów w Katedrze Ogólnej Uprawy Roli i Roślin. W 1993 przeszła na emeryturę. 

## Praca naukowo-dydaktyczna
Irena Hoffman-Kąkol zajmowała się wpływem nowoczesnych metod uprawowych na roślinność segetalną, metodami zwalczania  chwastów w warunkach polowych, a także prowadziła biologiczne i fenologiczne badania gatunków chwastów występujących w kompensacji w warunkach Pomorza  Zachodniego. Opublikowała 52 prace, spośród których 30 to studia i rozprawy; 11 artykułów i komunikatów naukowych dotyczących zagadnień z zakresu herbologii. Prowadziła zajęcia dla studentów studiów dziennych i zaocznych na Wydziałach Rolniczym i Zootechnicznym. Była współautorką 9 przewodników metodycznych dla studentów studiów zaocznych. Wypromowała 1 doktora i 58 magistrów inżynierów. Należała do Polskiego Towarzystwa Botanicznego, Stowarzyszenia Inżynierów i Techników Rolnictwa,Szczecińskiego Towarzystwa Naukowego i Polskiego Towarzystwa Nauk Agrotechnicznych. 

## Wybrane publikacje
- Wpływ niektórych czynników na kiełkowanie nasion Erodium cicutarium. „Zesz. Nauk. WSR w Szczecinie” 1964, 12, s.59-64[8]
- Niektóre przyczyny utrzymywania się zachwaszczenia w RZD Lipki. „Zesz. Nauk. WSR w Szczecinie” 1970, 32, Roln.6, s.155-174[9]
- Dynamika zachwaszczenia łanu i gleby w czteroletnim zmianowaniu. Wydaw. Uczel. Akademii Rolniczej w Szczecinie 1974, Rozprawy 43, 163 ss.[10]
- Wpływ różnych sposobów uprawy roli i nawożenia azotem na fizyczne właściwości gleby i plonowanie kukurydzy w plonie wtórnym. „Zesz. Probl. Post. Nauk Roln.” 1988, 356, s.141-148 (wsp. Stanisław Dzienia)[11]

## Odznaczenia[3][12]
- Złoty Krzyż Zasługi
- Srebrna Odznaka Ligi Ochrony Przyrody
- Odznaka Gryfa Pomorskiego
- Krzyż Kawalerski Orderu Odrodzenia Polski